# Gottfrid Karlsson (folkpartist)

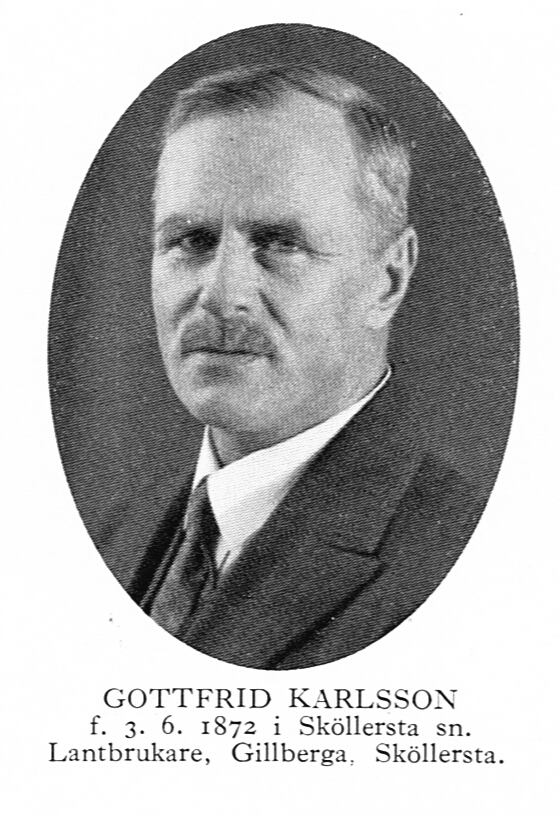

Johan Gottfrid Karlsson (i riksdagen kallad Karlsson i Gillberga), född 3 juni 1872 i Sköllersta, död där 24 januari 1957, var en svensk lantbrukare och politiker (folkpartist).
Gottfrid Karlsson, som kom från en bondefamilj, var lantbrukare i Gillberga i Sköllersta, där han också var ordförande i kommunalstämman och kommunalfullmäktige.
Han var riksdagsledamot i första kammaren 1926-1942 för Örebro läns valkrets. I riksdagen tillhörde han Frisinnade landsföreningens partigrupp Frisinnade folkpartiet 1926-1934 och därefter det återförenade Folkpartiet. Han var bland annat suppleant i jordbruksutskottet 1926, 1928-1930, 1937-1938 och 1940-1942 och engagerade sig främst i lantbruksfrågor.